# Béemont
Béemont est un hameau de la commune d'Ouffet dans la province de Liège en Région wallonne (Belgique). 
Avant la fusion des communes, Béemont faisait partie de la commune de Warzée.

## Situation
Ce hameau condrusien se situe entre le village de Warzée et le hameau de Pair (commune de Clavier) à l'extrémité ouest de la commune d'Ouffet.

## Description
Béemont est composé de quelques fermes et maisons bâties autour d'un château datant du milieu du XVIIIe siècle. Ce château de style régence liégeoise est construit en briques rouges et en pierres de taille. Deux imposantes fermes en carré bâties avec les mêmes matériaux encadrent le château formant un bel ensemble architectural. Le château ne se visite pas.